# Krzysztof Kierkowski
Krzysztof Kierkowski (ur. 10 października 1980 r. w Gdyni) – żeglarz, olimpijczyk z Aten 2004 i Pekinu 2008.
Żeglarz w olimpijskiej klasie 49er. Dwukrotny mistrz Polski (2003,2004) oraz wicemistrz w roku 2002. Sześciokrotny uczestnik mistrzostw świata w latach 2003-2008 w których zajmował miejsca 12 (2003), 16 (2004), 17 (2007), 22 (2005), 28 (2006), 30 (2008).
Uczestnik mistrzostw Europy w roku 2002 (17. miejsce), 2003 (26. miejsce), 2005 (9. miejsce), 2006 (8. miejsce), 2007 (11. miejsce).
Dwukrotny zwycięzca regat o Puchar Świata: w 2003 roku Volvo Champions Race i w 2005 Trofeo Princesa Sofia. W roku 2004 zajął 3 podczas regat Kieler Woche i Eurolymp Week Ateny.
Podczas igrzysk olimpijskich w 2004 w Atenach zajął 18. miejsce, a w 2008 roku w Pekinie 16.
Zawodnik YKP Gdynia.